# Adolphe Devin-Duvivier
Pour les articles homonymes, voir Devin et Duvivier.
Jean Adolphe Hippolyte Devin-Duvivier dit Adolphe Devin-Duvivier, né à Liverpool le 22 mai 1827 et mort à Cordova (Illinois) le 9 août 1907, est un compositeur et professeur de chant français.

## Biographie
Fils d'Eugène Devin, un professeur de musique, il suit sa famille à Berlin alors qu'il n'a que 12 ans et y devient l'élève de Siegfried Dehn, Theodor Kullak et Gottfried Weber. En 1847, il poursuit ses études au Conservatoire de musique de Paris comme élève de Fromental Halévy (composition), Ignaz Moscheles (piano) et de Manuel Garcia (chant).
Professeur de chant à l’Académie royale de musique de Londres de 1875 à 1891, il émigre à Chicago en 1891 en laissant derrière lui sa femme et ses deux enfants et y exerce comme professeur de chant. Il se remarie puis divorce. D'une troisième épouse, il a un fils né le 14 avril 1901.
Il est l'auteur des musiques accompagnant de nombreuses poésies et chansons dont des textes de Victor Hugo, Théophile Gautier ou encore Alphonse de Lamartine ainsi que des compositions de musique classique.
Il est inhumé au cimetière de Cordova dans l'Illinois.

## Œuvres
- Non datée : La Fleur mourante, mélodie, paroles d'Émile Lambert
- Non datée : Le Chant du prisonnier, ballade, paroles de Ludwig Uhland, traduites en français par Eugène Borel
- 1850 : L'Aube nait et ta porte est close !, sérénade, paroles de Victor Hugo
- 1851 : Quatre mélodies et un motet
- 1852 : Rêve du cœur, mélodie, poésie de Charles Fournel
- 1852 : L'Enfant du Bon Dieu, romance, poésie de Mme Deslongchamps
- 1852 : Mirage, caprice, poésie de Théophile Gautier
- 1852 : Au revoir !, idylle
- 1852 : Ramez ! dormez ! aimez !, poésie de Victor Hugo
- 1852 : Adé ! Adé !,chant bohème original pour piano. op. 9
- 1852 : Viens !, chant d'amour, poésie de Alphonse de Lamartine
- 1860 : Le Pas d'armes du roi Jean, ballade pour chant et piano, poésie de Victor Hugo
- 1867 : Deborah, opéra-comique en 3 actes d'après les Chroniques de la Canongate de Walter Scott, livret d'Édouard Plouvier et Adolphe Favre, Théâtre-Lyrique impérial (14 janvier)[5]
- 1868 : Résignation, poésie de Victor Hugo
- 1868 : L'Aube, paroles de Jules Noriac
- 1868 : Chanson des amours, poésie de Victor Hugo
- 1868 : L'Amour, poésie de Victor Hugo
- 1868 : Le Mois où l'on aime, poésie de Victor Hugo
- 1868 : Les Adieux de l'hôtesse arabe, poésie de Victor Hugo
- 1875 : Le Triomphe de Bacchus, pièce pour orchestre, Londres, novembre
- 1887 : Ave Maria